# Instituzioni analitiche

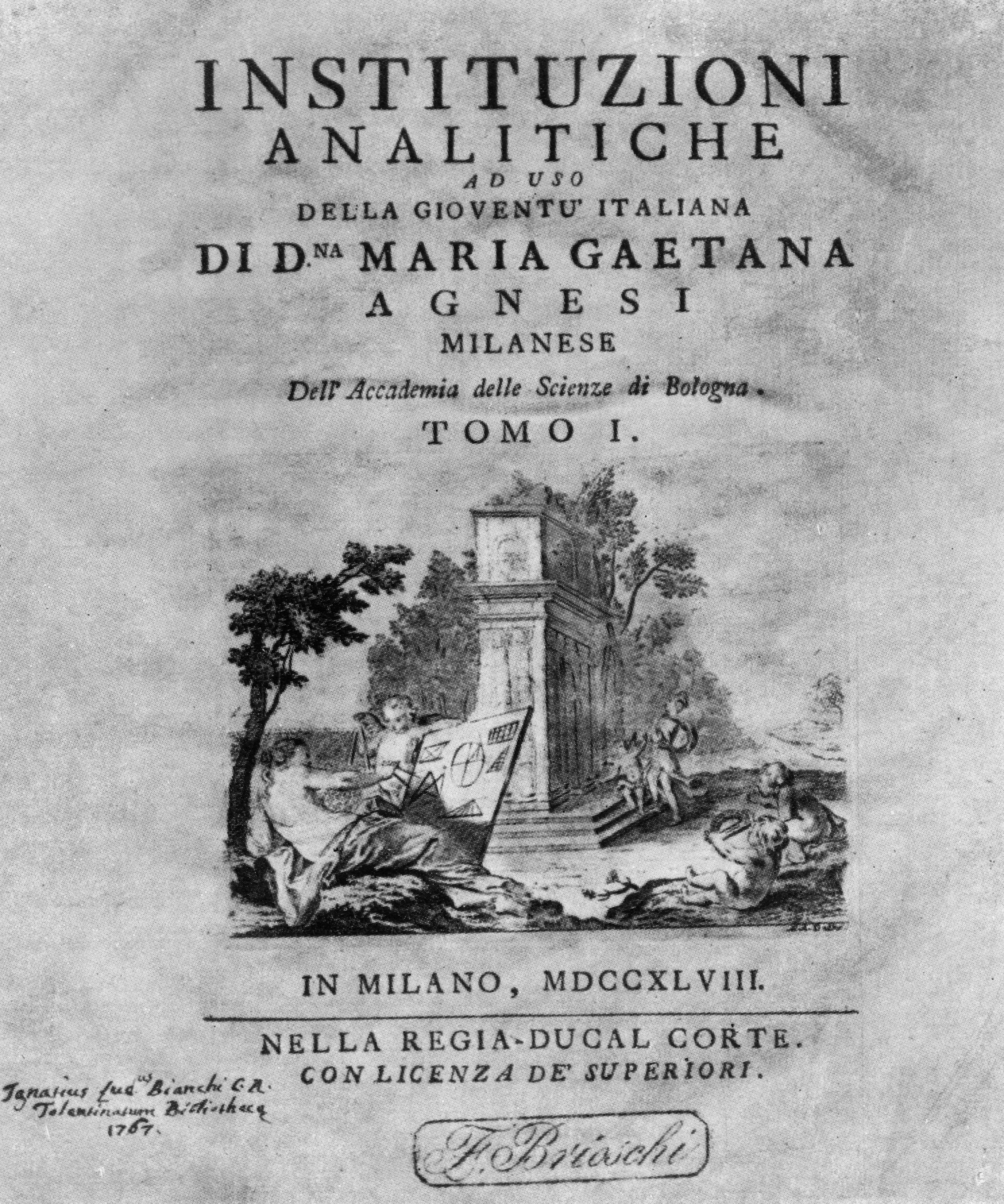
Erste Seite Instituzioni analitiche (1748)

Instituzioni analitiche (dt. Grundlagen der Analysis) ist ein mathematisches Lehrbuch von Maria Gaetana Agnesi und gilt als das erste Mathematik-Buch einer Frau. Darüber hinaus ist es das erste Lehrbuch, das die Differential- und Integralrechnung enthält. Das Buch erfuhr bereits nach seiner Veröffentlichung 1748 Anerkennung in der akademischen Fachwelt.